# 2-D环绕
2-D环绕（2-D Torus）是一種二維的網孔連接方式，指二維网孔的垂直和水平方向均带环绕，的情形，典型的16节点的2-d环绕，它与超立方体连接在拓扑上是等价的。

## 参阅
- 并行计算
- 网孔连接